# Hôtel de Bauffremont
L’hôtel de Bauffremont, anciennement hôtel d’Orrouer, est un hôtel particulier situé au no 87, rue de Grenelle dans le 7e arrondissement de Paris, en région Île-de-France. 
Il est construit à partir de 1732, à la demande de Paul de Grivel de Grossouvre, comte d’Orrouer par les architectes Charles et Pierre Boscry. 
Il abrite à deux reprises, l’ambassade d’Autriche, de 1742 à 1745, puis de 1850 à 1861. 
Après être passé entre les mains des familles de Boisgelin de Cucé, de Montmorency puis de Bauffremont-Courtenay, il appartint notamment au couturier Hubert Taffin de Givenchy, de 1986 à 2018. 
Aujourd'hui, propriété du milliardaire Xavier Niel, l’hôtel ne se visite pas.

## Situation
L’hôtel se situe au no 87, rue de Grenelle. Il est voisin de l’hôtel d’Avaray, au no 85, propriété du royaume des Pays-Bas et se situe non-loin de l’hôtel de Matignon, sis au no 57, rue de Varenne.

## Histoire
L’hôtel est construit à partir de 1732, à l’initiative de Paul de Grivel de Grossouvre, comte d’Orrouer par l’architecte Pierre Boscry avec probablement l’aide de son père Charles.
De 1742 à 1745, l’hôtel abrite brièvement une première fois, l’ambassade d’Autriche.
Le comte décède le 2 novembre 1752, et la propriété échoit à son fils unique Alexandre de Grivel de Grossouvre, marquis d’Orrouer.

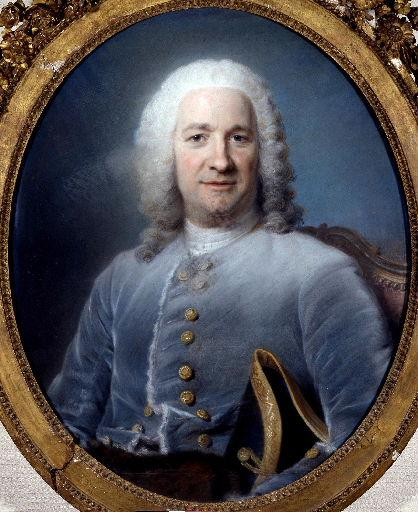
Le marquis de Brunoy

Étant brigadier des armées du Roi, le marquis n’y réside pas et loue immédiatement l’hôtel à Louis-Joseph d’Albert de Luynes, prince de Grimbergen, qui y réside par intermittence jusqu’à sa disparition en 1758, année où Jean Pâris de Montmartel, marquis de Brunoy l’acquiert.
En 1779, l’hôtel devient la propriété de Marie de Boisgelin de Cucé, comtesse-chanoinesse de Remiremont et dame du Palais de la reine Marie Leszczynska, qui y installe son frère, le cardinal Jean de Dieu-Raymond de Boisgelin de Cucé.
Ce dernier quitte les lieux, dès 1782, pour rejoindre sa sœur en son hôtel de Boisgelin, sis rue de Varenne, aujourd’hui ambassade d’Italie. L’hôtel est ensuite habité par la famille de Grave jusqu’à la Révolution, où il est abandonné. Néanmoins l’hôtel reste la propriété de la comtesse jusqu’à sa disparition le 2 décembre 1821.
En 1841, ses héritiers vendent l’hôtel au duc Anne Charles François de Montmorency moyennant la somme de 300 000 francs.
Après la mort du duc, cinq plus tard, la propriété échoit à sa fille aînée, la princesse Anne-Élisabeth Laurence de Bauffremont-Courtenay, à la suite de son mariage avec Théodore-Démétrius de Bauffremont-Courtenay, prince de Marnay.
De 1850 à 1861, l’hôtel abrite une seconde fois l’ambassade d’Autriche. De 1859 à 1861, le prince Richard Klemens von Metternich, ambassadeur, y réside avec son épouse Pauline, une proche du couple impérial, Napoléon III et Eugénie.
À partir de 1935, l’hôtel est loué par le prince Théodore de Bauffremont-Courtenay, arrière-petit-fils du précédent, à Luiz Bemberg, dont le père Otto, d’origine allemande, à fait fortune en Argentine. Ce dernier fait alors de l’hôtel, l’écrin de sa riche collection d’œuvres d’art.
Au début des années 1960, la famille de Bauffremont tente de vendre des boiseries de l’hôtel. En théorie protégé, le ministère des Beaux-Arts, alors alerté, attaque la famille en justice et fait saisir l’hôtel par le Crédit foncier de France, puis ce dernier est revendu par adjudication à la société Eudoxia. Les boiseries retrouvent finalement leur place et l’hôtel reste occupé par Victoire Bemberg, fille du précédent jusqu’en 1985.
L’année suivante, l’hôtel est acquis par le couturier Hubert Taffin de Givenchy pour y abriter son importante collection de mobiliers et d’œuvres d’art. Ce dernier y réside pendant plus de trente ans, conjointement à son château du Jonchet, jusqu’à sa disparition le 10 mars 2018.
L’hôtel est vendu en 2019, au milliardaire Xavier Niel, déjà propriétaire de l’hôtel Lambert, sur les quais de Seine, et de l’hôtel Coulanges, sis sur la place des Vosges. 
L’importante collection Givenchy fait l'objet d’une mise aux enchères du 8 au 23 juin 2022, orchestrée par la maison de vente Christie’s Paris,.

## Description
L’hôtel, entre cour et jardin, possède un monumental portail aux colonnes ioniques et fronton en plein-cintre, autour duquel s’organise deux pavillons de communs dont l’un, à gauche, abrite une remise et une écurie pouvant accueillir à l’époque, 25 chevaux. Le pavillon de droite, rattaché à une aile le raccordant au bâtiment principal, abrite les cuisines.
La-dite aile abrite quant à elle des offices au rez-de-chaussée et des chambres au premier étage, ainsi que l’escalier d’honneur.
Du milieu du XIXe siècle au début du XXe siècle, l’entrée de l’hôtel se voit affublé, pour raison pratique, d’une vaste véranda sur tout sa largeur, faisant office de vestibule.
Le bâtiment principal abrite quant à lui, une série de sept salons au rez-de-chaussée comme au premier étage, dont l'ensemble des décors est dû au sculpteur et architecte Nicolas Pineau.
Pour conserver une relative symétrie, la façade sur cour, très classique, est désaxée par rapport à la façade côté jardin, qui présente un rare et étonnant fronton curviligne, curiosité pour l’architecture du XVIIIe siècle.

## Protection
L’hôtel fait l’objet d’une inscription au titre des monuments historiques pour l’ensemble de ses façades, ainsi que pour tous ses décors intérieurs, par arrêté du 15 mai 1926.